# Das Geheimnis von Megas-Tu
Das Geheimnis von Megas-Tu (Originaltitel: The Magicks of Megas-Tu) ist die achte Episode der ersten Staffel der Science-Fiction-Zeichentrickserie Die Enterprise. Sie wurde in englischer Sprache erstmals am 27. Oktober 1973 bei NBC ausgestrahlt. In Deutschland wurde sie bei der Erstausstrahlung der Serie 1976 im ZDF ausgelassen. Eine deutsche Synchronfassung erschien erstmals 1994 auf VHS. Die erste Fernsehausstrahlung erfolgte am 19. September 2016 auf Tele 5.

## Handlung
Im Jahr 2269 bei Sternzeit 1254.4 befindet sich die Enterprise auf einer Forschungsmission im Zentrum der Milchstraße. Plötzlich wird das Schiff von einem Wirbel erfasst und in ein anderes Raum-Zeit-Kontinuum versetzt, in dem gänzlich andere Naturgesetze gelten. Die Schiffssysteme, einschließlich der Lebenserhaltung, versagen und die Mannschaft droht zu ersticken. Plötzlich taucht ein fremdes Wesen auf: ein Mann mit Ziegenbeinen und Hörnern. Er stellt sich selbst als Lucien vor, amüsiert sich über die „netten, primitiven Menschen“ und bringt die Schiffssysteme wieder zum Laufen.
Lucien nimmt Captain Kirk, den ersten Offizier Spock und Schiffsarzt McCoy mit, um ihnen seine Heimat Megas-Tu zu zeigen. Er erklärt, diese Welt werde von Magie beherrscht. Er und die anderen Megasier haben einst die Erde besucht und traten dort mit Hilfe ihrer magischen Fähigkeiten als Ratgeber und Helfer auf. Als sie die Erde wieder verließen, war Lucien das nicht recht, da er die Menschheit sehr ins Herz geschlossen hatte. Sein Volk betrachtete ihn von da an als Unruhestifter.
Als Lucien seine Ausführungen beendet hat, fordert er Kirk, Spock und McCoy abrupt zum Gehen auf. Er schickt sie zurück auf die Enterprise und hüllt seinen Planeten in einen Nebel. Kirk und seine Leute vermuten, dass er so die Enterprise vor den anderen Megasiern verstecken will. Spock stellt nun Versuche an, um herauszufinden, ob es auch Menschen möglich ist, in dieser Welt Magie anzuwenden. Tatsächlich gelingt es ihm, doch schon bald taucht Lucien wieder auf und will Spock von weiteren Versuchen abhalten, denn die magische Energie könnte entdeckt werden.
Tatsächlich erscheint kurz darauf ein zweites Wesen in der Kleidung eines Puritaners des 17. Jahrhunderts. Der Mann stellt sich als Asmodeus vor und beschuldigt die Besatzung der Enterprise auf Megas-Tu die menschliche Bosheit verbreiten zu wollen. Asmodeus kreiert ein Abbild der Stadt Salem in Massachusetts aus dem Jahr 1691 und stellt hier die Mannschaft der Enterprise sowie Lucien als deren Verbündeten vor Gericht. Er beschuldigt die Menschheit, die „gemeinste Spezies des gesamten Weltalls“ zu sein, und erklärt, dass sein Volk bei seinem Aufenthalt auf der Erde verfolgt wurde. Die Überlebenden gingen nach Salem, doch dort wurden sie als Hexen verbrannt. Sie verbanden sich zu einem gemeinsamen Bewusstsein und konnten so nach Megas-Tu zurückkehren.
Da Spock Vulkanier ist, ergreift er das Wort zur Verteidigung der Menschheit. Kirk argumentiert anschließend, dass sich die Menschheit seit dem 17. Jahrhundert erheblich weiterentwickelt hat. Als Beweis hierfür bietet er die Aufzeichnungen der Enterprise an. Asmodeus lässt sich davon überzeugen und erkennt, dass Megas-Tu nicht in Gefahr sei, da die Enterprise nur durch Zufall hierher gelangt sei. Lucien jedoch will er für seine Freundschaft zu den Menschen bestrafen und in die Vorhölle schicken, wo er für immer in Isolation leben soll. Kirk verteidigt ihn und argumentiert, dies käme einem Todesurteil gleich. Asmodeus offenbart nun, dass es sich bei Lucien um jenes Wesen handelt, das früher auf der Erde als Luzifer bekannt war. Kirk beharrt dennoch auf seinem Standpunkt, dass Luciens Leben schützenswert ist. Asmodeus will seinen Standpunkt nun mit Gewalt durchsetzen. Er und Kirk bekämpfen sich gegenseitig mit Magie und erst als Kirk ihm vorwirft, sich jetzt genauso grausam zu verhalten wie die Bewohner von Salem, hat Asmodeus ein Einsehen. Er gibt Lucien seine Freiheit zurück und versetzt die Mannschaft zurück auf die Enterprise. Er erklärt, dass die Menschen von nun an auf Megas-Tu willkommen seien, und versetzt die Enterprise zurück in ihre eigene Welt.

## Besonderheiten

### Verbindungen zu anderen Star-Trek-Produktionen
Die Ereignisse aus dieser Folge stehen im Widerspruch zum Spielfilm Star Trek V: Am Rande des Universums von 1989. In diesem unternimmt die Enterprise A eine Reise ins Zentrum der Milchstraße. Hierbei muss sie eine Energiebarriere durchqueren, was vorher angeblich keinem anderen Schiff gelungen ist. Beide Produktionen stehen wiederum im Widerspruch zu Folge 4.19 (Die Reise ins Ungewisse) von Raumschiff Enterprise – Das nächste Jahrhundert aus dem Jahr 1991, in der eine Reise ins Zentrum der Milchstraße mit konventionellen Antrieben als nicht durchführbar dargestellt wird, da sie mehrere Jahrzehnte dauern würde.

### Besonderheiten der deutschen Synchronfassung
In der deutschen Synchronfassung wird Asmodeus „Asmodi“ genannt.

## Produktion

### Drehbuch
Drehbuchautor Larry Brody schrieb 1995 auch das Drehbuch für Folge 2.09 (Tattoo) von Star Trek: Raumschiff Voyager.

### Sprecher und Figuren
Die beiden Nebenfiguren Lieutenant Arex und Schwester Christine Chapel treten in dieser Folge zwar auf, haben aber keinen Text.

## Adaptionen
Alan Dean Foster schrieb eine Textfassung von Das Geheimnis von Megas-Tu, die auf Englisch erstmals 1974 in der Geschichtensammlung Star Trek Log 3 erschien. Die deutsche Übersetzung erschien 1993.

## Rezeption
Mit 5,9 von 10 möglichen Punkten (Stand Juli 2023) ist Das Geheimnis von Megas-Tu die in der Internet Movie Database am schlechtesten bewertete Folge der Serie Die Enterprise.
Chris Cummins führte Das Geheimnis von Megas-Tu 2012 auf toplessrobot.com in einer Liste der acht besten Folgen von Die Enterprise auf Platz 4.